# Magnesiumnitraat
Magnesiumnitraat is het magnesiumzout van salpeterzuur, met als brutoformule Mg(NO3)2. De stof komt voor als geurloze, kleurloze of witte hygroscopische kristallen, die zeer goed oplosbaar zijn in water. Dit zout komt voor als anhydraat en hexahydraat. Magnesiumnitraat komt in de natuur voor als het mineraal nitromagnesiet (het hexahydraat van magnesiumnitraat).

## Synthese
Magnesiumnitraat wordt bereid door middel van een neutralisatiereactie tussen magnesiumhydroxide en salpeterzuur:
{\displaystyle {\ce {Mg(OH)2 + 2HNO3 -> Mg(NO3)2 + 2H2O}}}

## Toepassingen
Magnesiumnitraat wordt gebruikt in de keramische, chemische en agro-industrie.

## Toxicologie en veiligheid
De stof is een sterk oxidatiemiddel en reageert met brandbare en reducerende stoffen, waardoor brand- en ontploffingsgevaar ontstaat.
Magnesiumnitraat kan mechanische irritatie aan de ogen en de luchtwegen teweegbrengen. De stof kan, bij inslikken, effecten hebben op het bloed, met als gevolg de vorming van methemoglobine.